# Чемпіонат світу з біатлону 1992
28-й чемпіонат світу з біатлону відбувався в березні 1992 року в місті Новосибірськ у рамках 6-го етапу Кубку світу. Він складався з одного виду змагань — командної гонки, оскільки інші дисципліни увійшли до програми Зимових Олімпійських ігор в Альбервілі.
Чемпіонат світу відбувався на тлі геополітичних змін початку 1990-х років. Саме тому в чемпіонаті вперше брали участь збірні балтійських країн. Решта країн, які раніше входили до складу СРСР, виступали у складі так званої «об'єднаної команди».

## Чоловіки

### Командна гонка
| Місце | Країна   | Спортсмен                                                             | Час | Стр. |
| ----- | -------- | --------------------------------------------------------------------- | --- | ---- |
| 1     | СНД      | Євгеній Редькин Анатолій Жданович Олександр Попов Олександр Тропніков | …   | …    |
| 2     | Норвегія | Фруде Льоберг Йон-Оґе Тюльдум Сільфест Глімсдаль Гісле Фенне          | …   | …    |
| 3     | Естонія  | Айво Удрас Урмас Калдвее Хіллар Закна Калью Оясте                     | …   | …    |

## Жінки

### Командна гонка
| Місце | Країна         | Спортсмен                                                   | Час | Стр. |
| ----- | -------------- | ----------------------------------------------------------- | --- | ---- |
| 1     | Німеччина      | Петра Бауер Петра Шааф Уші Дізль Інга Кеспер                | …   | …    |
| 2     | СНД            | Олена Білова Інна Шешкіль Анфіса Рєзцова Світлана Печорська | …   | …    |
| 3     | Чехословаччина | Габріела Сувова Єва Хакова Яна Кулхава Іржина Адамічкова    | …   | …    |

## Медальний залік
| Місце | Країна         | Золото | Срібло | Бронза | Всього |
| ----- | -------------- | ------ | ------ | ------ | ------ |
| 1     | СНД            | 1      | 1      | 0      | 2      |
| 2     | Німеччина      | 1      | 0      | 0      | 1      |
| 3     | Норвегія       | 0      | 1      | 0      | 1      |
| 4     | Естонія        | 0      | 0      | 1      | 1      |
| 5     | Чехословаччина | 0      | 0      | 1      | 1      |